# Горска скоклива мишка
Горската скоклива мишка (Sicista betulina) е вид бозайник от семейство Тушканчикови (Dipodidae).

## Разпространение и местообитание
Разпространен е в Австрия, Азербайджан, Беларус, Германия, Грузия, Дания, Естония, Казахстан, Латвия, Литва, Молдова, Монголия, Норвегия, Полша, Румъния, Русия, Словакия, Украйна, Финландия, Чехия и Швеция.